# Barbora Strýcová
Barbora Strýcová (* 28. März 1986 in Pilsen, Tschechoslowakei) ist eine ehemalige tschechische Tennisspielerin und Weltranglistenerste im Damendoppel. Ihre größten Erfolge sind der Gewinn des Doppeltitels in Wimbledon 2019 und Wimbledon 2023. Zwischen 2007 und 2015 ging sie unter dem Namen Záhlavová-Strýcová an den Start.

## Karriere

### Junioren-Laufbahn: 2001 bis 2003
Strýcová, die im Alter von vier Jahren mit dem Tennissport begann, war eine herausragende Juniorin und Nummer eins der Junioren-Tennisweltrangliste. Im Einzel gewann sie 2002 nach einem Sieg im Endspiel gegen Marija Scharapowa die Juniorinnenkonkurrenz der Australian Open und verteidigte den Titel 2003 gegen Wiktorija Kutusowa. Bereits 2001 siegte sie dort an der Seite von Petra Cetkovská im Doppelwettbewerb und gewann mit ihrer Landsfrau zusammen im selben Jahr auch den Banana Bowl. Mit Anna-Lena Grönefeld zusammen triumphierte sie anschließend beim Orange Bowl sowie im Jahr darauf auch bei der Trofeo Bonfiglio, wo sie sich darüber hinaus den Einzeltitel sicherte. 2002 gewann sie auch das Nachwuchsturnier der French Open, ebenfalls mit Grönefeld, und triumphierte in Wimbledon, dort an der Seite von Elke Clijsters.

### Frühe Erfolge: 2003 und 2004
Parallel dazu startete Strýcová 2002 bereits auf der ITF Women’s World Tennis Tour und gewann noch im selben Jahr ihre ersten beiden Profititel der $25.000-Kategorie. 2003 gab sie bei den Australian Open ihr Debüt in der Qualifikation eines Grand-Slam-Turniers, schied jedoch in der zweiten Runde aus. In Wimbledon gelang ihr dann erstmals die erfolgreiche Qualifikation für die Hauptrunde, allerdings unterlag sie in der ersten Runde Tetjana Perebyjnis mit 9:11 in der Verlängerung des dritten Satzes. Bei den Australian Open 2004 überstand sie nach einem Zweissatzsieg gegen Arantxa Parra-Santonja zum ersten Mal die Auftaktrunde eines Grand-Slam-Turniers, bevor sie im darauffolgenden Match von Lina Krasnoruzkaja geschlagen wurde. Beim Tier I-Turnier von Indian Wells kam sie im Anschluss bis ins Achtelfinale, in dem sie von Justine Henin-Hardenne gestoppt wurde. Gegen Saisonende erzielte sie in Guangzhou ihr erstes Halbfinale auf der WTA-Tour und errang in Saint-Raphaël ihren ersten ITF-Titel der $50.000-Kategorie, wodurch sie das Jahr erstmals souverän in den Top 100 der Weltrangliste abschloss.

### Jahre der Formsuche: 2005 bis 2009
Doch statt sich im Ranking weiter vorzuarbeiten, fiel Strýcová im folgenden Jahr nach schwächeren Leistungen, die sich auch über die gesamte Saison 2006 zogen, wieder deutlich zurück. Einzig im Doppel gelangen ihr 2005 ihre ersten beiden WTA-Titel: in Warschau an der Seite von Tetjana Perebyjnis und in Rabat gemeinsam mit Émilie Loit. Erst 2008 gelang Strýcová wieder die Rückkehr unter die besten 100 der Weltrangliste, nachdem sie im Anschluss an drei Titel der $25.000-Kategorie auf der ITF-Tour, in Wimbledon aus der Qualifikation heraus erstmals in die dritte Runde eines Grand-Slam-Turniers vorstieß, in der sie Swetlana Kusnezowa unterlag. Daneben konnte sie mit ihrer Landsfrau Iveta Benešová zusammen in Stockholm ihren dritten Doppeltitel feiern. Am Ende der Saison 2009, in der Strýcová auf WTA-Ebene lediglich in Acapulco mit dem Erreichen des Halbfinals überzeugte, spielte sie sich auf schnellen Hallenbelägen wieder in Form. So war sie beim WTA-Turnier von Québec an der Seite von Vania King siegreich und holte in Luxemburg gemeinsam mit Iveta Benešová ihren fünften Titel. Im Einzel gewann sie zum Saisonabschluss zunächst in Ortisei bei einem ITF-Turnier der $100.000-Kategorie ihren bis dahin größten Titel und die Woche darauf in Ismaning einen weiteren der $50.000-Kategorie.

### Konsolidierung unter den Top-100: 2010 bis 2013
2010 stand Strýcová in Prag in ihrem ersten Einzelfinale auf der WTA-Tour. Wenngleich sie sich dort Ágnes Szávay geschlagen geben musste, wurde sie in der Folgewoche erstmals unter den besten 50 der Weltrangliste geführt. Im Doppelranking erreichte sie nach Turniersiegen in Paris und Monterrey sowie ihrem ersten Erfolg bei einem Turnier der Premier 5-Kategorie in Tokio, jeweils an der Seite von Benešová, dem Erfolg in Linz mit Renata Voráčová sowie einem weiteren Titelgewinn in Acapulco, zusammen mit Polona Hercog, zum Saisonende sogar die Top 20 der Weltrangliste. 2011 kam sie zum Jahresbeginn in Melbourne zum ersten Mal in die dritte Runde, in der sie an Li Na scheiterte, bevor sie nach einer Halbfinalteilnahme in Båstad, in Québec nach einem Dreisatzerfolg im Finale über Marina Erakovic ihren ersten WTA-Titel im Einzel errang. Auch im Doppel war sie weiterhin erfolgreich mit Iveta Benešová unterwegs. Die beiden verteidigten ihren Titel in Monterrey und gewannen in Sydney, Barcelona und Luxemburg. Außerdem siegte sie gemeinsam mit ihrer Landsfrau Klara Zakopalová in ’s-Hertogenbosch.
2012 erzielte Strýcová in Palermo ihr drittes WTA-Einzelfinale. Dort unterlag sie zwar Sara Errani deutlich in zwei Sätzen, konnte aber an der Seite von Renata Voráčová den Titel im Doppel gewinnen. In Stuttgart errang sie gemeinsam mit Benešová zusammen ihren vorerst letzten Titel. Am 16. Oktober 2012 wurde bei Strýcová während der BGL BNP Paribas Luxembourg Open ein routinemäßiger Dopingtest durchgeführt, der positiv ausfiel; in ihrem Blut wurde die Substanz Sibutramin nachgewiesen. Am 14. Februar 2013 wurde sie rückwirkend ab dem 16. Oktober 2012 für sechs Monate gesperrt. Nach ihrer Sperre gewann Strýcová bei ihrem dritten Turnier-Auftritt in Trnava sogleich ein ITF-Turnier der $75.000-Kategorie und zog in London nach erfolgreicher Qualifikation und einem Erstrundensieg über Magdaléna Rybáriková in die zweite Runde ein, in der sie gegen Zwetana Pironkowa ausschied. Trotz der erzwungenen Turnierpause, konnte sie das Jahr im Einzel zum sechsten Mal in Folge unter den Top 100 der Weltrangliste abschließen.

### Aufstieg in die erweiterte Weltspitze: 2014 bis 2017
Nach einem durchwachsenen Start ins Jahr, erreichte Strýcová das Endspiel von Birmingham, in dem sie der Topgesetzten Ana Ivanović unterlag, und rückte im Anschluss in Wimbledon erstmals ins Viertelfinale eines Grand-Slam-Turniers vor, nachdem ihr in der zweiten Runde gegen Ni La der erste Sieg gegen eine Spielerin aus den Top 10 der Weltrangliste gelang; in der Runde der letzten Acht verlor sie gegen die spätere Siegerin Petra Kvitová. Im Anschluss kam sie in New Haven ins Viertelfinale und erzielte bei den US Open sowie in Wuhan die dritte Runde, bevor sie zum Saisonabschluss im Finale des Turniers in Luxemburg ihren zweiten WTA-Einzeltitel gegen Annika Beck verpasste. Trotzdem beendete sie das Jahr erstmals unter den Top 30 des Rankings. Zudem konnte sie in New York an der Seite von Kimiko Date-Krumm erstmals im Doppel ins Halbfinale eines Grand-Slam-Turniers vorrücken, in dem sie den späteren Siegerinnen Jekaterina Makarowa und Jelena Wesnina unterlag. Anfang 2015 gelang Strýcová dann nach einem starken Auftakt mit dem Halbfinale in Auckland, einer Viertelfinalteilnahme in Sydney, dem Einzug in die dritte Runde von Melbourne sowie einem anschließenden Halbfinale in Antwerpen der zwischenzeitliche Sprung in die Top 20 der Welt, auch wenn sie im Ranking nach einer deutlich schwächeren zweiten Saisonhälfte auf Platz 41 zurückfiel. Darüber hinaus stand sie bei den Australian Open gemeinsam mit Michaëlla Krajicek erneut in einem Grand-Slam-Halbfinale, doch verlor sie auch dieses gegen Chan Yung-jan und Zheng Jie.
2016 erzielte Strýcová in Melbourne nach einem Sieg über die Weltranglistendritte Garbiñe Muguruza das Achtelfinale, in dem sie sich Wiktoryja Asaranka geschlagen geben musste. Anschließend kam sie in Dubai bis ins Finale, blieb dort jedoch gegen Sara Errani chancenlos. Nach einem Einzug in die vierte Runde von Indian Wells sowie ins Viertelfinale von Rom, stieß sie zum zweiten Mal nach 2014 in Birmingham ins Endspiel vor, in dem sie, wie auch in Rom, an Madison Keys scheiterte. Bei den Olympischen Spielen in Rio de Janeiro erreichte sie im Einzelwettkampf nach einem Sieg über Yanina Wickmayer die zweite Runde, in der sie erneut von Sara Errani geschlagen wurde. Im Doppel konnte sie sich gemeinsam mit Lucie Šafářová in einem rein tschechischen Duell um Platz drei gegen Andrea Hlaváčková und Lucie Hradecká durchsetzten und Bronze gewinnen. Gegen Saisonende errang sie in Wuhan ein weiteres Viertelfinale und schloss das Jahr erstmals in den Top 20 der Einzelweltrangliste ab. Auch im Doppel war sie 2016 erfolgreich und feierte an der Seite von Sania Mirza mit dem Triumph bei den Turnieren in Cincinnati und Tokio sowie zusammen mit Karolína Plíšková weitere große Erfolge im Doppel.
Nach dem Einzug ins Halbfinale von Sydney zum Auftakt der Saison 2017, erzielte Strýcová mit Platz 16 ihre bislang höchste Position in der Weltrangliste. Bei den Australian Open sowie in Miami erreichte sie jeweils das Achtelfinale, in Eastbourne sowie Tokio, wo sie in der zweiten Runde mit Johanna Konta einen weiteren Sieg gegen eine Top-10-Spielerin landen konnte, rückte sie ins Viertelfinale vor. Ihre besten Einzelresultate hatte sie aber am Saisonende, als sie beim Premier Mandatory-Turnier in Peking nach einem Auftakterfolg über die Weltranglistenerste Garbiñe Muguruza, die verletzungsbedingt aufgeben musste, ins Viertelfinale kam, in dem sie erst von Petra Kvitová gestoppt wurde, und im Anschluss in Linz durch einen Sieg im Endspiel gegen Magdaléna Rybáriková nach mehr als sechs Jahren ihren zweiten WTA-Einzeltitel gewann. Durch diese Erfolge qualifizierte sich Strýcová 2017 erstmals für die WTA Elite Trophy in Zhuhai, wo sie nach einem Sieg über Sloane Stephens und einer Niederlage gegen Anastasija Sevastova in der Gruppenphase ausschied.

### 2018 bis zum vorläufigen Rücktritt 2021: Spitzenleistungen im Doppel
Nach einem soliden Start in die Saison 2018, in der Strýcová bei den Australian Open zum dritten Mal in Serie das Achtelfinale erreichte, warf sie eine zwischenzeitliche Serie von acht Niederlagen in Folge in der Weltrangliste zurück, die sie in Paris mit ihrem erstmaligen Einzug in die vierte Runde der French Open, in der sie Julija Putinzewa unterlag, beendete. Ihr bestes Einzelergebnis erzielte sie im Anschluss in Birmingham, wo sie erst im Halbfinale an Magdaléna Rybáriková scheiterte. In Wimbledon sowie bei den US Open kam sie jeweils in die dritte Runde. Trotz stagnierender Leistungen im Einzel, spielte Strýcová im Doppel ihre beste Saison und triumphierte mit Hsieh Su-wei in Indian Wells sowie gemeinsam mit Andrea Sestini Hlaváčková in New Haven und Peking. Mit ihrer Landsfrau zusammen erreichte sie in Paris auch ihr drittes Grand-Slam-Halbfinale und qualifizierte sich am Ende des Jahres erstmals als drittplatzierte Paarung für die WTA Championships 2018 in Singapur. Dort scheiterten die beiden aber, wie bereits bei den French Open an Barbora Krejčíková und Kateřina Siniaková.
2019 wurden Strýcovás Ergebnisse im Einzel zunehmend inkonstant. So standen am Ende der Saison elf Erstrundenniederlagen vier Halbfinalteilnahmen gegenüber, von denen sie zwei bei kleineren WTA-Turnieren in Istanbul und Prag errang. Ihre besten Resultate hatte sie jedoch einmal mehr auf Rasen, wo sie zunächst in Birmingham in die Runde der letzten Vier gelang. Den größten Erfolg ihrer Karriere feierte die 33-jährige aber mit dem Erreichen des Halbfinals in Wimbledon. Nachdem sie in der dritten Runde gegen Kiki Bertens ihren zehnten Top-10-Erfolg verbuchen konnte, setzte sie sich gegen Elise Mertens und Johanna Konta durch, bevor sie in der Vorschlussrunde von Serena Williams geschlagen wurde. Durch die in London errungenen Weltranglistenpunkte, schloss sie 2019 zum sechsten Mal in Serie eine Saison in den Top 50 des Einzelrankings ab.
Im Doppel bildete Strýcová 2019 mit Hsieh Su-wei eine feste Paarung. Nach Turniersiegen in Dubai, Madrid und Birmingham, gewannen sie in Wimbledon nach einem Finalerfolg über Gabriela Dabrowski und Xu Yifan ihren ersten Grand-Slam-Titel. Am 15. Juli 2019 erreichte Strýcová als 43. Spielerin die Nummer eins der Doppelweltrangliste und hatte diese Position für zwölf Wochen inne, bevor sie im Oktober von Kristina Mladenovic abgelöst wurde. Obwohl sie Mladenovic und Tímea Babos im Finale der WTA Championships 2019 unterlagen, kehrte Strýcová zwischen Oktober 2019 und Februar 2020 an die Weltranglistenspitze zurück und rangierte damit insgesamt 27 Wochen auf Platz eins. Vor dem coronabedingten Saisonabbruch 2020, gewannen Hsieh und Strýcová drei weitere Titel in Brisbane, Dubai und Doha. Bei den Australian Open kamen die beiden ins Endspiel, scheiterten jedoch abermals an Mladenovic und Babos. Nach der pandemiebedingten Unterbrechung gewann Strýcová an der Seite ihrer Partnerin Su-wei das in den Herbst 2020 verlegte Turnier in Rom. Es sollte Strýcová vorletzter Titel werden. Ihr letztes Turnier bis zur Mutterschaftspause waren die Australian Open 2021, wo sie im Einzel bereits in der 1. Runde, im Doppel in der 2. Runde ausschied. Sie absolvierte bis zur – unter anderem schwangerschaftsbedingten – Bekanntgabe ihres Rücktritts im Mai 2021 kein weiteres Spiel auf der Tour mehr.

## Rückkehr 2023
Letztlich kehrte Strýcová beim Turnier von Madrid 2023 noch einmal in den Profizirkus zurück. Sie startete erfolgreich sowohl im Single als auch besonders im Doppel. Zusammen mit Hsieh Su-wei siegte sie im Alter von 37 Jahren im Finale von Wimbledon 2023.

### Fed-Cup
Bereits 2000 gewann sie zusammen mit Petra Cetkovská und Ema Janasková den Junioren-Fed-Cup. Im Endspiel schlugen sie das Team aus Ungarn mit 2:1.
2002 gab Strýcová beim 5:0-Erfolg gegen Kanada ihr Debüt für die tschechische Fed-Cup-Mannschaft. Insgesamt hat sie für ihr Land 33 Begegnungen im Einzel und Doppel bestritten, von denen sie 22 gewinnen konnte (Einzelbilanz 11:7).
Zwischen 2011 und 2018 gewann sie mit dem tschechischen Team sechsmal den Pokal, wobei sie zweimal im Endspiel zum Einsatz kam. So setzte sie sich 2015 beim 3:2-Endspielsieg gegen Russland im entscheidenden Doppel mit Karolína Plíšková gegen Anastassija Pawljutschenkowa und Jelena Wesnina in drei Sätzen durch. Im Finale 2016 trug sie durch ihren Sieg im Einzel gegen Alizé Cornet sowie im Doppel mit Plíšková gegen Kristina Mladenovic und Caroline Garcia maßgeblich zum Titelgewinn bei.
Mit dem TC Blau-Weiss Bocholt wurde sie 2012 und 2013 Deutsche Mannschaftsmeisterin.

## Persönliches
Von 2006 bis 2015 war Barbora Strýcová mit dem in der Tschechoslowakei geborenen deutschen Tennistrainer Jakub Záhlava (jetzt: Herm-Záhlava) verheiratet; in dieser Zeit trat sie unter dem Doppelnamen Záhlavová-Strýcová an.

## Turniersiege

### Einzel
| Nr. | Datum              | Turnier           | Kategorie         | Belag             | Finalgegnerin         | Ergebnis       |
| --- | ------------------ | ----------------- | ----------------- | ----------------- | --------------------- | -------------- |
| 1.  | Mai 2002           | Edinburgh         | ITF $25.000       | Sand              | Sofia Arvidsson       | 4:6, 6:4, 7:62 |
| 2.  | November 2002      | Kairo             | ITF $25.000       | Sand              | Kyra Nagy             | 6:2, 6:0       |
| 3.  | Oktober 2004       | Saint-Raphaël     | ITF $50.000       | Hartplatz         | Stéphanie Cohen-Aloro | 6:1, 6:2       |
| 4.  | März 2008          | Fort Walton Beach | ITF $25.000       | Hartplatz         | Melanie Oudin         | 6:3, 5:7, 7:65 |
| 5.  | März 2008          | Redding           | ITF $25.000       | Hartplatz         | Aleksandra Wozniak    | 7:64, 6:3      |
| 6.  | Mai 2008           | Szczecin          | ITF $25.000       | Sand              | Lenka Wienerová       | 6:4, 6:2       |
| 7.  | Okt/Nov 2009       | Ortisei           | ITF $100.000+H    | Teppich           | Klára Zakopalová      | 7:61, 6:3      |
| 8.  | November 2009      | Ismaning          | ITF $50.000+H     | Teppich           | Kristina Barrois      | 6:4, 4:6, 7:65 |
| 9.  | 18. September 2011 | Québec            | WTA International | Teppich (Halle)   | Marina Eraković       | 4:6, 6:1, 6:0  |
| 10. | 12. Mai 2013       | Trnava            | ITF $75.000       | Sand              | Karin Knapp           | 6:2, 6:4       |
| 11. | 15. Oktober 2017   | Linz              | WTA International | Hartplatz (Halle) | Magdaléna Rybáriková  | 6:4, 6:1       |

### Doppel
| Nr. | Datum              | Turnier          | Kategorie             | Belag             | Partnerin                 | Finalgegnerinnen                              | Ergebnis          |
| --- | ------------------ | ---------------- | --------------------- | ----------------- | ------------------------- | --------------------------------------------- | ----------------- |
| 1.  | Dezember 2003      | Ostrava          | ITF $25.000           | Teppich           | Libuše Průšová            | Iveta Benešová Michaela Paštiková             | 6:2, 6:4          |
| 2.  | Juni 2004          | Prostějov        | ITF $75.000           | Sand              | Libuše Průšová            | Peng Shuai Xie Yanze                          | 6:1, 6:3          |
| 3.  | Februar 2005       | Ortisei          | ITF $75.000           | Teppich (Halle)   | Tina Pisnik               | Mervana Jugić-Salkić Darija Jurak             | 6:2, 3:6, 7:61    |
| 4.  | 1. Mai 2005        | Warschau         | WTA Tier II           | Sand              | Tetjana Perebyjnis        | Klaudia Jans Alicja Rosolska                  | 6:1, 6:4          |
| 5.  | 8. Mai 2005        | Rabat            | WTA Tier IV           | Sand              | Émilie Loit               | Lourdes Domínguez Nuria Llagostera Vives      | 3:6, 7:65, 7:5    |
| 6.  | Sep/Okt 2006       | Biella           | ITF $50.000           | Sand              | Renata Voráčová           | Lucie Hradecká Michaela Paštiková             | 6:3, 6:2          |
| 7.  | Juli 2007          | Contrexéville    | ITF $50.000           | Sand              | Renata Voráčová           | Kazjaryna Dsehalewitsch Ksenija Mileuskaja    | 6:2, 6:2          |
| 8.  | Oktober 2007       | Contrexéville    | ITF $100.000+H        | Hartplatz (Halle) | Renata Voráčová           | Anastassija Rodionowa Olha Sawtschuk          | 6:4, 6:4          |
| 9.  | November 2007      | Deauville        | ITF $50.000           | Sand (Halle)      | Renata Voráčová           | Oqgul Omonmurodova Nastassja Jakimawa         | 6:3, 7:5          |
| 10. | Juli 2008          | Biella           | ITF $100.000          | Sand              | Renata Voráčová           | Lourdes Domínguez Lino Arantxa Parra Santonja | 4:6, 6:0, [10:5]  |
| 11. | 3. August 2008     | Stockholm        | WTA Tier IV           | Sand              | Iveta Benešová            | Petra Cetkovská Lucie Šafářová                | 7:5, 6:4          |
| 12. | 20. September 2009 | Québec           | WTA International     | Teppich (Halle)   | Vania King                | Sofia Arvidsson Séverine Brémond              | 6:1, 6:3          |
| 13. | 25. Oktober 2009   | Luxemburg        | WTA International     | Hartplatz (Halle) | Iveta Benešová            | Vladimíra Uhlířová Renata Voráčová            | 1:6, 6:0, [10:7]  |
| 14. | 14. Februar 2010   | Paris            | WTA Premier           | Hartplatz (Halle) | Iveta Benešová            | Cara Black Liezel Huber                       | kampflos          |
| 15. | 28. Februar 2010   | Acapulco         | WTA International     | Sand              | Polona Hercog             | Sara Errani Roberta Vinci                     | 2:6, 6:1, [10:2]  |
| 16. | 7. März 2010       | Monterrey        | WTA International     | Hartplatz         | Iveta Benešová            | Anna-Lena Grönefeld Vania King                | 3:6, 6:4, [10:8]  |
| 17. | 2. Oktober 2010    | Tokio            | WTA Premier 5         | Hartplatz         | Iveta Benešová            | Shahar Peer Peng Shuai                        | 6:4, 4:6, [10:8]  |
| 18. | 17. Oktober 2010   | Linz             | WTA International     | Hartplatz (Halle) | Renata Voráčová           | Květa Peschke Katarina Srebotnik              | 7:5, 7:66         |
| 19. | 14. Januar 2011    | Sydney           | WTA Premier           | Hartplatz         | Iveta Benešová            | Květa Peschke Katarina Srebotnik              | 4:6, 6:4, [10:7]  |
| 20. | 6. März 2011       | Monterrey        | WTA International     | Hartplatz         | Iveta Benešová            | Anna-Lena Grönefeld Vania King                | 6:78, 6:2, [10:6] |
| 21. | 30. April 2011     | Barcelona        | WTA International     | Sand              | Iveta Benešová            | Natalie Grandin Vladimíra Uhlířová            | 5:7, 6:4, [11:9]  |
| 22. | 18. Juni 2011      | ’s-Hertogenbosch | WTA International     | Rasen             | Klára Zakopalová          | Dominika Cibulková Flavia Pennetta            | 1:6, 6:4, [10:7]  |
| 23. | 23. Oktober 2011   | Luxemburg        | WTA International     | Hartplatz (Halle) | Iveta Benešová            | Lucie Hradecká Jekaterina Makarowa            | 7:5, 6:3          |
| 24. | 29. April 2012     | Stuttgart        | WTA Premier           | Sand (Halle)      | Iveta Benešová            | Julia Görges Anna-Lena Grönefeld              | 6:4, 7:5          |
| 25. | 15. Juli 2012      | Palermo          | WTA International     | Sand              | Renata Voráčová           | Darija Jurak Katalin Marosi                   | 7:65, 6:4         |
| 26. | 17. Mai 2013       | Prag             | ITF $100.000          | Sand              | Renata Voráčová           | Irina Falconi Eva Hrdinová                    | 6:4, 6:0          |
| 27. | 20. Juli 2013      | Olmütz           | ITF $100.000          | Sand              | Renata Voráčová           | Martina Borecká Tereza Malíková               | 6:3, 6:4          |
| 28. | 19. Juni 2016      | Birmingham       | WTA Premier           | Rasen             | Karolína Plíšková         | Vania King Alla Kudrjawzewa                   | 6:3, 7:61         |
| 29. | 21. August 2016    | Cincinnati       | WTA Premier 5         | Hartplatz         | Sania Mirza               | Martina Hingis Coco Vandeweghe                | 7:5, 6:4          |
| 30. | 24. September 2016 | Tokio            | WTA Premier           | Hartplatz         | Sania Mirza               | Liang Chen Yang Zhaoxuan                      | 6:1, 6:1          |
| 31. | 17. März 2018      | Indian Wells     | WTA Premier Mandatory | Hartplatz         | Hsieh Su-wei              | Jekaterina Makarowa Jelena Wesnina            | 6:4, 6:4          |
| 32. | 25. August 2018    | New Haven        | WTA Premier           | Hartplatz         | Andrea Sestini Hlaváčková | Hsieh Su-wei Laura Siegemund                  | 6:4, 6:77, [10:4] |
| 33. | 7. Oktober 2018    | Peking           | WTA Premier Mandatory | Hartplatz         | Andrea Sestini Hlaváčková | Xu Yifan Gabriela Dabrowski                   | 6:4, 4:6, [10:8]  |
| 34. | 23. Februar 2019   | Dubai            | WTA Premier 5         | Hartplatz         | Hsieh Su-wei              | Lucie Hradecká Jekaterina Makarowa            | 6:4, 6:4          |
| 35. | 11. Mai 2019       | Madrid           | WTA Premier Mandatory | Sand              | Hsieh Su-wei              | Gabriela Dabrowski Xu Yifan                   | 6:3, 6:1          |
| 36. | 23. Juni 2019      | Birmingham       | WTA Premier           | Rasen             | Hsieh Su-wei              | Anna-Lena Grönefeld Demi Schuurs              | 6:4, 6:74, [10:8] |
| 37. | 14. Juli 2019      | Wimbledon        | Grand Slam            | Rasen             | Hsieh Su-wei              | Gabriela Dabrowski Xu Yifan                   | 6:2, 6:4          |
| 38. | 12. Januar 2020    | Brisbane         | WTA Premier           | Hartplatz         | Hsieh Su-wei              | Ashleigh Barty Kiki Bertens                   | 3:6, 7:67, [10:8] |
| 39. | 22. Februar 2020   | Dubai            | WTA Premier           | Hartplatz         | Hsieh Su-wei              | Barbora Krejčíková Zheng Saisai               | 7:5, 3:6, [10:5]  |
| 40. | 28. Februar 2020   | Doha             | WTA Premier 5         | Hartplatz         | Hsieh Su-wei              | Gabriela Dabrowski Jelena Ostapenko           | 6:2, 5:7, [10:2]  |
| 41. | 20. September 2020 | Rom              | WTA Premier 5         | Sand              | Hsieh Su-wei              | Anna-Lena Friedsam Raluca Olaru               | 6:2, 6:2          |
| 42. | 16. Juli 2023      | Wimbledon        | Grand Slam            | Rasen             | Hsieh Su-wei              | Gabriela Dabrowski Xu Yifan                   | 6:2, 6:4          |

## Karrierestatistik und Abschneiden bei Grand-Slam-Turnieren

### Dameneinzel
| Turnier                   | 2000              | 2001              | 2002              | 2003              | 2004              | 2005              | 2006              | 2007              | 2008              | 2009              | 2010              | 2011              | 2012              | 2013              | 2014              | 2015              | 2016             | 2017              | 2018              | 2019              | 2020              | 2021              | 2022              | 2023              | Titel / Teiln. | Titel / Teiln. |
| ------------------------- | ----------------- | ----------------- | ----------------- | ----------------- | ----------------- | ----------------- | ----------------- | ----------------- | ----------------- | ----------------- | ----------------- | ----------------- | ----------------- | ----------------- | ----------------- | ----------------- | ---------------- | ----------------- | ----------------- | ----------------- | ----------------- | ----------------- | ----------------- | ----------------- | -------------- | -------------- |
| Australian Open           | –                 | –                 | –                 | Q2                | 2                 | 1                 | Q2                | Q2                | Q2                | 1                 | 2                 | 3                 | 2                 | –                 | 2                 | 3                 | AF               | AF                | AF                | 1                 | 1                 | 1                 | –                 | –                 | 0 / 15         | 0 / 15         |
| French Open               | –                 | –                 | –                 | –                 | 2                 | 1                 | Q3                | Q1                | Q1                | 1                 | 1                 | 1                 | 1                 | 1                 | 1                 | 1                 | 3                | 2                 | AF                | 1                 | 2                 | –                 | –                 | –                 | 0 / 15         | 0 / 15         |
| Wimbledon                 | –                 | –                 | –                 | 1                 | 1                 | 2                 | Q3                | 1                 | 3                 | 1                 | 3                 | 2                 | 1                 | 2                 | VF                | 1                 | 3                | 2                 | 3                 | HF                | n. a.             | –                 | –                 | 2                 | 0 / 17         | 0 / 17         |
| US Open                   | –                 | –                 | –                 | Q3                | 1                 | 1                 | Q2                | Q1                | 1                 | 2                 | 1                 | 1                 | 1                 | Q1                | 3                 | 3                 | 1                | 2                 | 3                 | 1                 | –                 | –                 | –                 | 1                 | 0 / 14         | 0 / 14         |
| Doha                      | n. a. bzw. a. K.  | n. a. bzw. a. K.  | n. a. bzw. a. K.  | n. a. bzw. a. K.  | n. a. bzw. a. K.  | n. a. bzw. a. K.  | n. a. bzw. a. K.  | n. a. bzw. a. K.  | –                 | n. a. bzw. a. K.  | n. a. bzw. a. K.  | n. a. bzw. a. K.  | 1                 | –                 | –                 | a. K.             | 2                | a. K.             | 2                 | a. K.             | 2                 | a. K.             | –                 | a. K.             | 0 / 4          | 0 / 4          |
| Dubai                     | n. a. bzw. a. K.  | n. a. bzw. a. K.  | n. a. bzw. a. K.  | n. a. bzw. a. K.  | n. a. bzw. a. K.  | n. a. bzw. a. K.  | n. a. bzw. a. K.  | n. a. bzw. a. K.  | n. a. bzw. a. K.  | –                 | –                 | –                 | andere Kategorie  | andere Kategorie  | andere Kategorie  | 2                 | a. K.            | 2                 | a. K.             | 1                 | a. K.             | –                 | a. K.             | –                 | 0 / 3          | 0 / 3          |
| Indian Wells              | –                 | –                 | –                 | –                 | AF                | 1                 | Q2                | –                 | 1                 | 1                 | 2                 | 3                 | 2                 | –                 | 2                 | 2                 | AF               | 3                 | 2                 | 2                 | n. a.             | –                 | –                 | –                 | 0 / 13         | 0 / 13         |
| Miami                     | –                 | –                 | –                 | –                 | 2                 | 1                 | –                 | –                 | Q1                | 2                 | 1                 | 2                 | 2                 | –                 | 3                 | 2                 | 2                | AF                | 2                 | 1                 | n. a.             | –                 | –                 | –                 | 0 / 12         | 0 / 12         |
| Charleston                | n. a.             | –                 | –                 | –                 | –                 | 2                 | –                 | 1                 | 2                 | andere Kategorie  | andere Kategorie  | andere Kategorie  | andere Kategorie  | andere Kategorie  | andere Kategorie  | andere Kategorie  | andere Kategorie | andere Kategorie  | andere Kategorie  | andere Kategorie  | andere Kategorie  | andere Kategorie  | andere Kategorie  | andere Kategorie  | 0 / 3          | 0 / 3          |
| Berlin                    | –                 | –                 | –                 | –                 | 1                 | –                 | –                 | –                 | –                 | n. a. bzw. a. K.  | n. a. bzw. a. K.  | n. a. bzw. a. K.  | n. a. bzw. a. K.  | n. a. bzw. a. K.  | n. a. bzw. a. K.  | n. a. bzw. a. K.  | n. a. bzw. a. K. | n. a. bzw. a. K.  | n. a. bzw. a. K.  | n. a. bzw. a. K.  | n. a. bzw. a. K.  | n. a. bzw. a. K.  | n. a. bzw. a. K.  | n. a. bzw. a. K.  | 0 / 1          | 0 / 1          |
| Madrid                    | n. a. bzw. a. K.  | n. a. bzw. a. K.  | n. a. bzw. a. K.  | n. a. bzw. a. K.  | n. a. bzw. a. K.  | n. a. bzw. a. K.  | n. a. bzw. a. K.  | n. a. bzw. a. K.  | n. a. bzw. a. K.  | Q1                | Q1                | 1                 | Q1                | –                 | –                 | AF                | 2                | 2                 | 1                 | 1                 | n. a.             | –                 | –                 | 1                 | 0 / 7          | 0 / 7          |
| Rom                       | –                 | –                 | –                 | –                 | –                 | –                 | –                 | –                 | –                 | –                 | –                 | 1                 | –                 | –                 | –                 | 1                 | VF               | 2                 | 1                 | 1                 | 2                 | –                 | –                 | 2                 | 0 / 8          | 0 / 8          |
| San Diego                 | andere Kategorie  | andere Kategorie  | andere Kategorie  | andere Kategorie  | 2                 | –                 | –                 | –                 | n. a. bzw. a. K.  | n. a. bzw. a. K.  | n. a. bzw. a. K.  | n. a. bzw. a. K.  | n. a. bzw. a. K.  | n. a. bzw. a. K.  | n. a. bzw. a. K.  | n. a. bzw. a. K.  | n. a. bzw. a. K. | n. a. bzw. a. K.  | n. a. bzw. a. K.  | n. a. bzw. a. K.  | n. a. bzw. a. K.  | n. a. bzw. a. K.  | n. a. bzw. a. K.  | n. a. bzw. a. K.  | 0 / 1          | 0 / 1          |
| Kanada                    | –                 | –                 | –                 | –                 | 1                 | –                 | –                 | –                 | –                 | –                 | Q2                | Q2                | Q2                | –                 | 2                 | 2                 | 2                | AF                | 1                 | –                 | n. a.             | –                 | –                 | –                 | 0 / 6          | 0 / 6          |
| Cincinnati                | n. a. bzw. a. K.  | n. a. bzw. a. K.  | n. a. bzw. a. K.  | n. a. bzw. a. K.  | n. a. bzw. a. K.  | n. a. bzw. a. K.  | n. a. bzw. a. K.  | n. a. bzw. a. K.  | n. a. bzw. a. K.  | –                 | –                 | Q1                | –                 | –                 | 2                 | 1                 | AF               | 1                 | 1                 | 1                 | –                 | –                 | –                 | –                 | 0 / 6          | 0 / 6          |
| Tokio                     | –                 | –                 | –                 | –                 | –                 | –                 | –                 | –                 | –                 | –                 | 1                 | 2                 | 1                 | 1                 | n. a. bzw. a. K.  | n. a. bzw. a. K.  | n. a. bzw. a. K. | n. a. bzw. a. K.  | n. a. bzw. a. K.  | n. a. bzw. a. K.  | n. a. bzw. a. K.  | n. a. bzw. a. K.  | n. a. bzw. a. K.  | n. a. bzw. a. K.  | 0 / 4          | 0 / 4          |
| Peking                    | nicht ausgetragen | nicht ausgetragen | nicht ausgetragen | nicht ausgetragen | nicht ausgetragen | nicht ausgetragen | nicht ausgetragen | nicht ausgetragen | nicht ausgetragen | –                 | 1                 | 1                 | –                 | –                 | 1                 | 1                 | 2                | VF                | 1                 | 1                 | nicht ausgetragen | nicht ausgetragen | nicht ausgetragen | –                 | 0 / 8          | 0 / 8          |
| Wuhan                     | nicht ausgetragen | nicht ausgetragen | nicht ausgetragen | nicht ausgetragen | nicht ausgetragen | nicht ausgetragen | nicht ausgetragen | nicht ausgetragen | nicht ausgetragen | nicht ausgetragen | nicht ausgetragen | nicht ausgetragen | nicht ausgetragen | nicht ausgetragen | AF                | AF                | VF               | 2                 | 2                 | 2                 | nicht ausgetragen | nicht ausgetragen | nicht ausgetragen | nicht ausgetragen | 0 / 6          | 0 / 6          |
| Olympische Spiele         | –                 | nicht ausgetragen | nicht ausgetragen | nicht ausgetragen | 1                 | nicht ausgetragen | nicht ausgetragen | nicht ausgetragen | –                 | nicht ausgetragen | nicht ausgetragen | nicht ausgetragen | –                 | nicht ausgetragen | nicht ausgetragen | nicht ausgetragen | 2                | nicht ausgetragen | nicht ausgetragen | nicht ausgetragen | nicht ausgetragen | –                 | n. a.             | n. a.             | 0 / 2          | 0 / 2          |
| Billie Jean King Cup      | –                 | –                 | –                 | –                 | 1                 | –                 | –                 | PO                | –                 | –                 | –                 | S                 | –                 | –                 | S                 | –                 | S                | HF                | S                 | –                 | –                 | –                 | –                 | –                 | 4 / 7          | 4 / 7          |
| Statistik                 | Statistik         | Statistik         | Statistik         | Statistik         | Statistik         | Statistik         | Statistik         | Statistik         | Statistik         | Statistik         | Statistik         | Statistik         | Statistik         | Statistik         | Statistik         | Statistik         | Statistik        | Statistik         | Statistik         | Statistik         | Statistik         | Statistik         | Statistik         | Statistik         | S/N            | Sieg%          |
| Gewonnene Titel           | 0                 | 0                 | 2                 | 0                 | 1                 | 0                 | 0                 | 0                 | 3                 | 2                 | 0                 | 1                 | 0                 | 1                 | 0                 | 0                 | 0                | 1                 | 0                 | 0                 | 0                 | 0                 | 0                 | 0                 | Gesamt: 11     | Gesamt: 11     |
| Gesamt-Siege/-Niederlagen | 1:1               | 0:0               | 24:5              | 24:12             | 35:19             | 17:20             | 27:21             | 44:24             | 47:24             | 39:26             | 26:29             | 30:30             | 18:30             | 31:13             | 37:27             | 31:26             | 39:24            | 43:25             | 26:23             | 20:22             | 5:9               | 0:2               | 0:0               | 0:0               | 564:412        | 58 %           |
| Jahresendposition         | –                 | –                 | 222               | 161               | 56                | 142               | 164               | 156               | 76                | 69                | 67                | 44                | 92                | 92                | 26                | 41                | 20               | 23                | 33                | 33                | 37                | –                 | –                 | –                 | N/A            | N/A            |

### Damendoppel
Die Tabelle listet die Ergebnisse der Grand-Slam-Turniere, der Tour Championships, der Olympischen Spiele, des Fed Cups bzw Billie Jean King Cups und der Turniere folgender Kategorien auf: 1990–2008: Tier I, 2009–2020: Premier Mandatory und Premier 5, ab 2021: WTA 1000.
| Turnier              | 2004 | 2005 | 2006 | 2007 | 2008 | 2009 | 2010 | 2011 | 2012 | 2013 | 2014 | 2015 | 2016 | 2017 | 2018 | 2019 | 2020 | 2021 | 2022 | 2023 | Karriere |
| -------------------- | ---- | ---- | ---- | ---- | ---- | ---- | ---- | ---- | ---- | ---- | ---- | ---- | ---- | ---- | ---- | ---- | ---- | ---- | ---- | ---- | -------- |
| Australian Open      | —    | —    | 1    | 1    | AF   | 2    | 2    | AF   | 2    | —    | 2    | HF   | AF   | AF   | VF   | HF   | F    | 2    | —    | —    | 1 × F    |
| French Open          | —    | 2    | AF   | 1    | 1    | 2    | AF   | 1    | 1    | 1    | 2    | VF   | 2    | —    | HF   | AF   | AF   | —    | —    | —    | 1 × HF   |
| Wimbledon            | —    | AF   | 2    | 2    | —    | AF   | AF   | AF   | 2    | VF   | 2    | AF   | AF   | AF   | AF   | S    |      | —    | —    | S    | 2 × S    |
| US Open              | —    | 1    | 1    | 1    | 1    | 2    | AF   | VF   | 2    | 2    | HF   | AF   | VF   | HF   | AF   | AF   | —    | —    | —    | AF   | 2 × HF   |
| WTA Finals           | —    | —    | —    | —    | —    | —    | —    | —    | —    | —    | —    | —    | —    | —    | HF   | F    |      | —    | —    | —    | 1 × F    |
| Doha                 |      |      |      |      |      |      |      |      | AF   | —    | —    |      | AF   |      | AF   |      | S    |      | —    |      | 1 × S    |
| Dubai                |      |      |      |      |      | —    | —    | —    |      |      |      | 1    |      | HF   |      | S    |      | —    |      | —    | 1 × S    |
| Indian Wells         | —    | —    | HF   | AF   | 1    | VF   | VF   | AF   | HF   | —    | VF   | AF   | 1    | VF   | S    | VF   |      | —    | —    | —    | 1 × S    |
| Miami                | —    | —    | AF   | —    | AF   | 1    | 1    | AF   | 1    | —    | AF   | 1    | VF   | F    | 1    | AF   |      | —    | —    | —    | 1 × F    |
| Charleston           | —    | AF   | —    | 1    | 1    |      |      |      |      |      |      |      |      |      |      |      |      |      |      |      | 1 × AF   |
| Rom                  | —    | —    | —    | —    | —    | —    | —    | AF   | —    | —    | —    | 1    | 1    | 1    | F    | AF   | S    | —    | —    | 1    | 1 × S    |
| Madrid               |      |      |      |      |      | —    | 1    | 1    | 1    | —    | —    | 1    | 1    | 1    | HF   | S    |      | —    | —    | VF   | 1 × S    |
| Berlin               | —    | —    | —    | —    | —    |      |      |      |      |      |      |      |      |      |      |      |      |      |      |      | —        |
| San Diego            | 1    | —    | —    | —    |      |      |      |      |      |      |      |      |      |      |      |      |      |      |      |      | 1 × 1R   |
| Cincinnati           |      |      |      |      |      | —    | —    | 1    | 1    | HF   | AF   | AF   | S    | HF   | VF   | VF   | —    | —    | —    | —    | 1 × S    |
| Kanada               | 1    | —    | —    | —    | —    | VF   | VF   | 1    | 1    | VF   | VF   | AF   | AF   | HF   | AF   | —    |      | —    | —    | —    | 1 × HF   |
| Tokio                | —    | —    | —    | —    | —    | —    | S    | 1    | HF   | VF   |      |      |      |      |      |      |      |      |      |      | 1 × S    |
| Wuhan                |      |      |      |      |      |      |      |      |      |      | AF   | —    | F    | 1    | F    | AF   |      |      |      |      | 2 × F    |
| Zürich               | —    | —    | —    | —    |      |      |      |      |      |      |      |      |      |      |      |      |      |      |      |      | —        |
| Peking               |      |      |      |      |      | —    | VF   | AF   | VF   | AF   | —    | 1    | AF   | VF   | S    | AF   |      |      |      | —    | 1 × S    |
| Moskau               | —    | —    | —    | —    | —    |      |      |      |      |      |      |      |      |      |      |      |      |      |      |      | —        |
| Guadalajara          |      |      |      |      |      |      |      |      |      |      |      |      |      |      |      |      |      |      | —    | —    | —        |
| Olympische Spiele    | 1    |      |      |      | —    |      |      |      | —    |      |      |      | B    |      |      |      | —    |      |      |      | 1 × B    |
| Billie Jean King Cup | 1    | —    | PO   | PO   | —    | —    | —    | S    | S    | —    | S    | S    | S    | HF   | S    | —    | —    | —    | —    |      | 6 × S    |

Zeichenerklärung: S = Turniersieg; F, HF, VF, AF = Einzug ins Finale, Halb-, Viertel-, Achtelfinale; 1, 2, 3 = Ausscheiden in der 1., 2., 3. Haupt- / Finalrunde; Q1, Q2, Q3 = Ausscheiden in der 1., 2. 3. Qualifikationsrunde; KF (kleines Finale) = unterlegen im Spiel um Platz drei; RR = Round Robin (Gruppenphase); nicht ausgetragen oder andere Kategorie; PO (Playoff), P2 = Auf-/Abstiegsrunde zur Weltgruppe I/II im Fed Cup; W2, K1, K2, K3 = Teilnahme in der Weltgruppe II, Kontinentalgruppe I, II, III im Fed Cup.

### Juniorinneneinzel
| Turnier         | 2001 | 2002 | 2003 | Karriere |
| --------------- | ---- | ---- | ---- | -------- |
| Australian Open | 2    | S    | S    | S        |
| French Open     | 1    | VF   | —    | VF       |
| Wimbledon       | VF   | 2    | —    | VF       |
| US Open         | VF   | F    | —    | F        |

### Juniorinnendoppel
| Turnier         | 2001 | 2002 | 2003 | Karriere |
| --------------- | ---- | ---- | ---- | -------- |
| Australian Open | S    | HF   | F    | S        |
| French Open     | HF   | S    | —    | S        |
| Wimbledon       | 1    | S    | —    | S        |
| US Open         | —    | —    | —    | —        |